# 무라타 타이시
무라타 타이시(村田太志, 1982년 5월 13일 ~ )는 일본의 남자 성우이다.

## 작품

### 텔레비전 애니메이션
2011년
- 유희왕 제알(토도로키 타카시)
- 전국 파라다이스 키와미(오오타니 요시츠구)
- 하이 스코어(하시바 아라시)

2014년
- 베이비 스텝 (마루오 에이이치로)

2017년
- 올 아웃!! (에부미 마사루)

2020년
- 불꽃 소방대 2장 (판다)